# Grand dodécicosidodécaèdre adouci
 (novembre 2024).
En géométrie, le grand dodécicosidodécaèdre adouci est un polyèdre uniforme non-convexe, indexé sous le nom U64.
Il partage ses sommets et ses arêtes, ainsi que 20 de ses faces triangulaires et toutes ses faces pentagrammiques, avec le grand dirhombicosidodécaèdre, (bien que ce dernier ait 60 arêtes non-contenues dans le grand dodécicosidodécaèdre adouci).